# 4188 Kitezh
4188 Kitezh este un asteroid din centura principală, descoperit pe 25 aprilie 1979 de Nikolai Cernîh.